# 니시오카야마역
니시오카야마역(일본어: 西岡山駅)은 일본 오카야마현 오카야마시 기타구에 위치한 일본화물철도 소속 철도역이며, 산요 본선에 속한다. 산인 방면 과는 분기 지점이기도 하며, 미즈시마 임해 철도 고토 선 히가시미즈시마 역, 산요 본선의 히가시후쿠야마역과의 중계 역으로서 가능하다. 이를 위해 역 구내는 넓다.

## 취급 화물
- 컨테이너 화물
  - 12ft 컨테이너 화물, 20ft · 30ft 대형 컨테이너, 20ft ISO 규격 컨테이너 화물을 취급한다
- 임시 차취화물
- 산업폐기물 · 특별산업폐기물의 취급 허가를 얻는다.

## 역 구조
- 2면의 컨테이너 홈, 발착선 하역 방식(E&S방식)을 채용한 발착 하역선이 상하 1개씩으로 고베 방면에만 진출 가능한 선의 3개를 가진다.
- 발착선은 상하와도 4개(중 1개는 E&S대응).
- 상하에 차량을 유치할 수 있는 화물선과 인상선, 역사의 동방에는 객 류선이 있다.
- 영업 창구인 JR화물 오카야마 영업소를 병설한다.